# Isometrus maculatus
Isometrus maculatus is een schorpioenensoort uit de familie Buthidae die voorkomt in tropische gebieden wereldwijd. De soort is 3 tot 8 cm groot.
Isometrus maculatus komt oorspronkelijk vermoedelijk uit Sri Lanka. Tegenwoordig heeft deze schorpioen zich verspreid over de tropen en komt het voor in de kustregio’s van min of meer de gehele oriëntaalse regio, Australië, Pacifische eilanden, Zuid-Amerika, het Caribisch gebied, tropisch Afrika en enkele Mediterrane gebieden.